# Braga (idraulica)
In idraulica, una braga è un elemento di tubazione prevalentemente di scarico avente tre porte. 
Il nome deriva dalla configurazione più semplice, in cui due porte sono sulla stessa linea e la terza è su di un asse ruotato di 45° o 67° rispetto alla linea precedente, e quindi ha due "gambe" come un paio di pantaloni.
Una braga con un asse perpendicolare alle altre due porte prende il nome di Tee.
Può essere utilizzato sia per realizzare una confluenza di due flussi in uno o per la partizione di un flusso in due. Il diametro dell'innesto può essere diverso dal diametro della linea principale.